# Distretto di Terranova
Il distretto di Terranova fu una delle suddivisioni amministrative del Regno delle Due Sicilie, subordinate alla provincia di Caltanissetta, soppressa nel 1860. Il capoluogo era la città di Terranova, l'odierna Gela.

## Istituzione e soppressione
Fu istituito nel 1812 con la Costituzione del Regno di Sicilia.
Con una legge varata l'11 ottobre 1817 che riformò la ripartizione territoriale del Regno delle Due Sicilie a seguito della fusione della corona napoletana con quella siciliana, l'ente fu inserito nella provincia di Caltanissetta.
Con l'occupazione garibaldina e annessione al Regno di Sardegna del 1860 l'ente fu soppresso.